# The Adventures of Sherlock Holmes (серия игр)
The Adventures of Sherlock Holmes (рус. Приключения Шерлока Холмса) — серия компьютерных игр компании Frogwares в жанре приключенческих игр. Сюжеты игр основаны на произведениях известного писателя Артура Конана Дойла, во главе которых стоят знаменитый детектив Шерлок Холмс и его друг доктор Ватсон. Всего было выпущено десять основных игр серии.

## Игры серии
Разработчиком игр основной серии является Frogwares. Её же внутренним поздразделением было разработано несколько казуальных игр. В скобках приведены названия, с которыми игры официально локализированы на территории России.

### Основная серия
- 2002 — Sherlock Holmes: Mystery of the Mummy (рус. Шерлок Холмс: Пять египетских статуэток) (ПК, Wii, Nintendo DS, iOS)[К 1]
- 2004 — Sherlock Holmes: Secret of the Silver Earring (рус. Шерлок Холмс: Загадка серебряной сережки) (ПК, мобильные телефоны, Wii[К 2])
- 2007 — Sherlock Holmes: The Awakened (рус. Шерлок Холмс и секрет Ктулху) (ПК, iOS[К 3])
  - 2008 — Sherlock Holmes: The Awakened Remastered Edition (рус. Шерлок Холмс и секрет Ктулху. Золотое издание) (ПК; переиздание)
- 2007 — Sherlock Holmes versus Arsène Lupin (рус. Шерлок Холмс против Арсена Люпена) (ПК)
  - 2010 — Sherlock Holmes versus Arsène Lupin Remastered Edition (ПК; переиздание)
- 2009 — Sherlock Holmes versus Jack the Ripper (рус. Шерлок Холмс против Джека Потрошителя) (ПК, Xbox 360[К 4])
- 2012 — The Testament of Sherlock Holmes (рус. Последняя воля Шерлока Холмса) (ПК, Xbox 360, PS3[К 5])
- 2014 — Sherlock Holmes: Crimes & Punishments (ПК, Xbox 360, Xbox One, PlayStation 3, PlayStation 4)
- 2016 — Sherlock Holmes: The Devil's Daughter (ПК, Xbox One, PlayStation 4)
- 2021 — Sherlock Holmes: Chapter One (ПК, Xbox Series X/S, PlayStation 4, PlayStation 5)
- 2023 — Sherlock Holmes: The Awakened (ПК, Xbox Series X/S, PlayStation 4, PlayStation 5)

### Казуальные игры
- 2008 — Adventures of Sherlock Holmes: The Mystery of the Persian Carpet (ПК, Mac)
- 2010 — Sherlock Holmes and the Mystery of Osborne House (Nintendo DS, iOS)
- 2011 — Sherlock Holmes: The Hound of the Baskervilles (Nintendo DS, ПК)
- 2012 — Sherlock Holmes and the Mystery of the Frozen City (Nintendo DS)

## Хронологическая последовательность
| Название игры                     | Время действия                      |
| --------------------------------- | ----------------------------------- |
| Chapter One                       | 1875                                |
| The Hound of the Baskervilles     | 1885                                |
| Jack the Ripper                   | 31 августа 1888 — 9 ноября 1888     |
| The Mystery of Osborne House      | 18 декабря 1888 — 25 декабря 1888   |
| The Awakened                      | 6 сентября 1894 — 3 декабря 1894    |
| Crimes & Punishments              | 7 ноября 1894 — 28 июня 1895        |
| Arsène Lupin                      | 14 июля 1895 — 19 июля 1895         |
| The Mystery of the Persian Carpet | 7 августа 1896                      |
| Secret of the Silver Earring      | 14 октября 1897 — 19 октября 1897   |
| The Testament of Sherlock Holmes  | 15 сентября 1898 — 22 сентября 1898 |
| Mystery of the Mummy              | 7 мая 1899                          |
| The Devil's Daughter              | 5 ноября 1899 — 25 апреля 1900      |

## Внешность персонажей
Frogwares использует собственный вариант внешности для главных героев игры. Первый вариант внешности был в первой части, Mystery of the Mummy.
Совсем иной вид и голоса получили Холмс и Ватсон во второй части, Secret of the Silver Earring. В то же время русский издатель привлек к озвучиванию Василия Ливанова, сыгравшего Холмса в советском цикле фильмов о сыщике, изобразив Холмса-Ливанова и на обложке.
Начиная с третьей части — The Awakened — и вплоть до пятой, Jack the Ripper, используется другой вариант внешности героев, близкий к классическому видению. Тем не менее, согласно титрам игр, где выносится благодарность исполнителям ролей Холмса и Ватсона в сериале Granada Television, внешность героев частично могла быть вдохновлена телесериалом.
В шестой игре — The Testament of Sherlock Holmes — внешний вид персонажей был вновь серьезно изменен, кроме того, они стали выглядеть моложе. Дальнейшее развитие этого варианта внешности герои получили в седьмой игре, Crimes & Punishments.
В восьмой игре серии, The Devil's Daughter, внешность главных персонажей была снова изменена. Черты лиц значительно переменились, герои стали выглядеть моложе.
В казуальных играх от Frogwares герои также выглядел различно: в The Mystery of the Persian Carpet Холмс и Ватсон выглядят так же, как и в The Awakened (2007); иной, но близкий к классическому вид, они получают в The Hound of the Baskervilles, и рисованный карикатурно-комичный вид в Mystery of Osborne House и Mystery of the Frozen City.

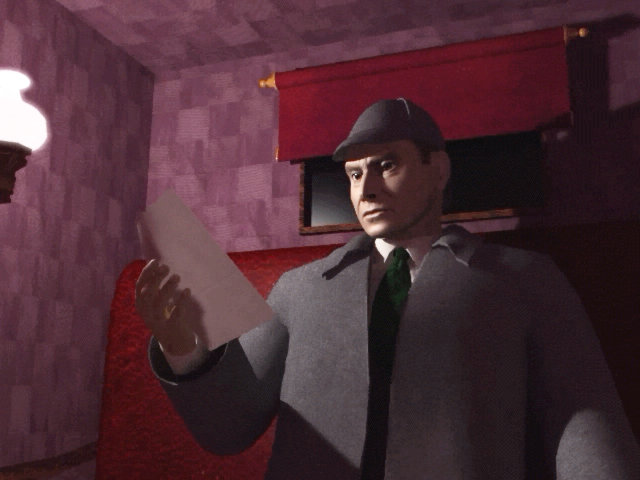
Холмс в Sherlock Holmes: Mystery of the Mummy (2002)
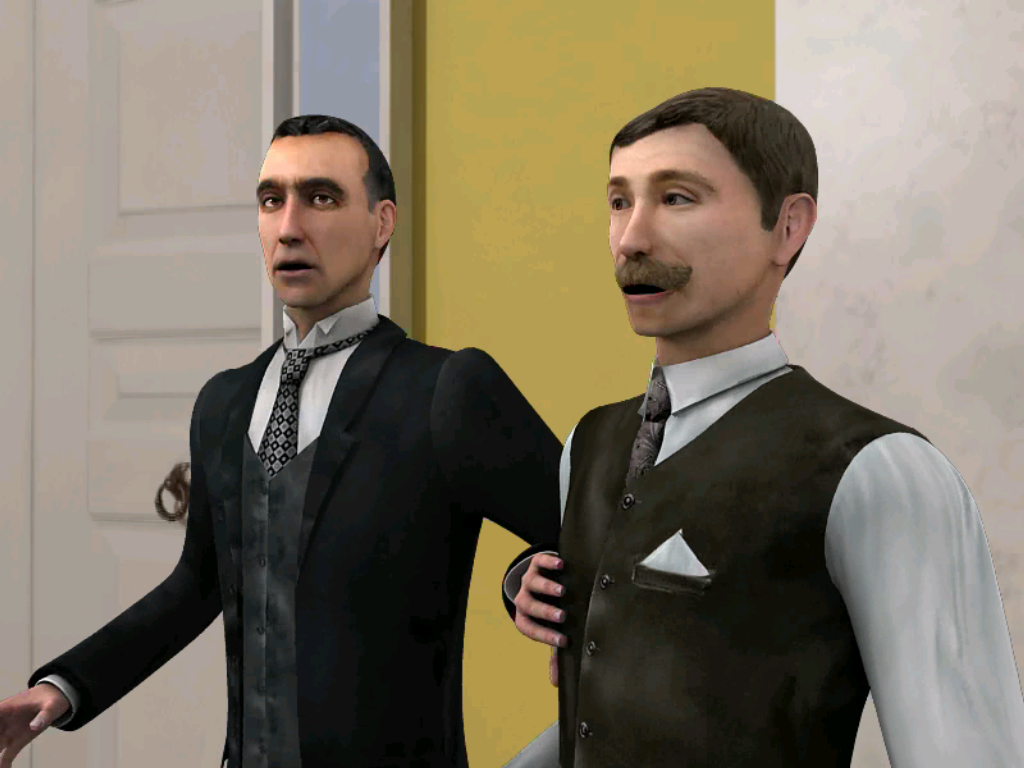
Холмс и Ватсон в Secret of the Silver Earring (2004)
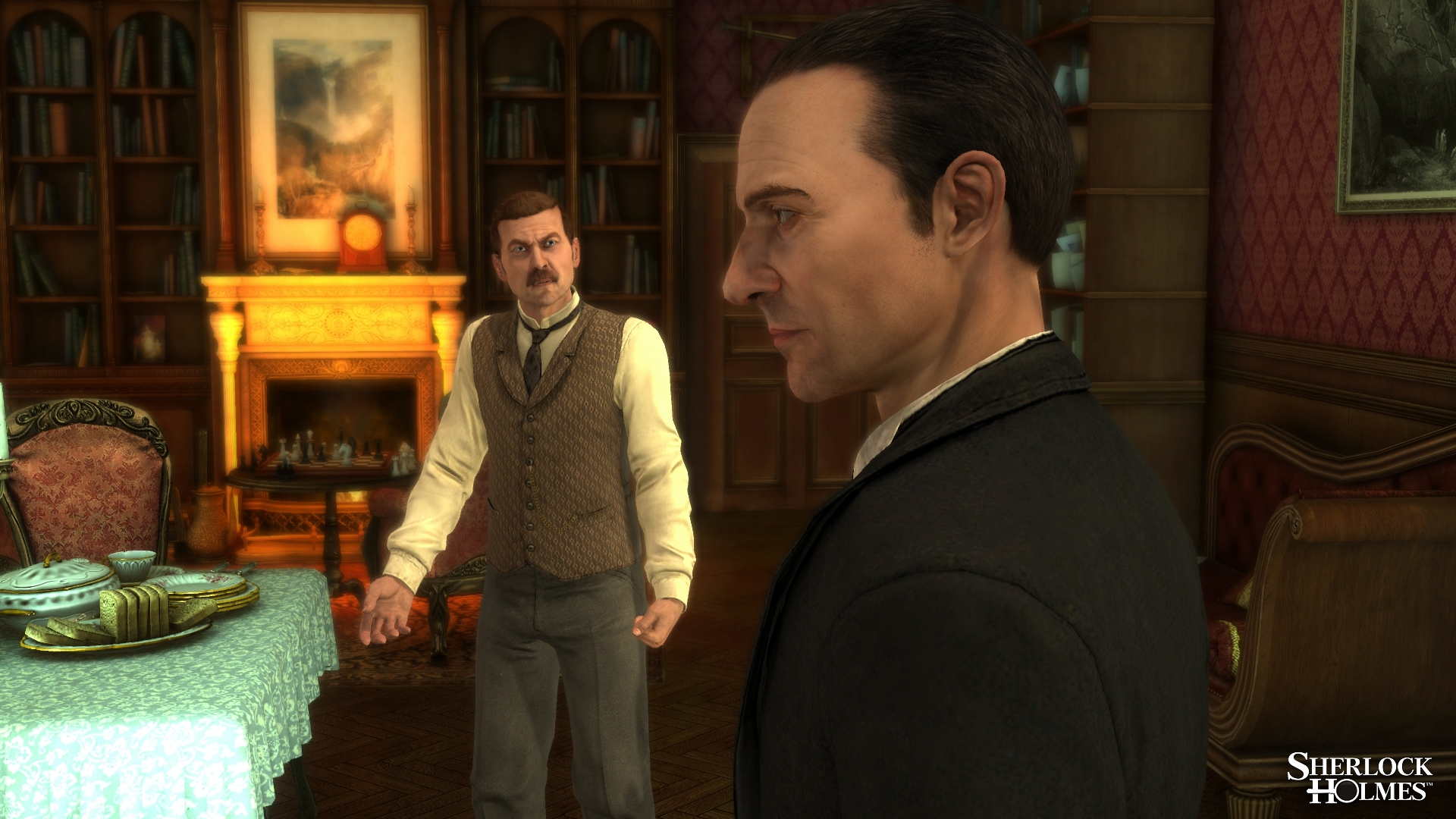
Холмс и Ватсон в The Testament of Sherlock Holmes (2012)